# Favelas na cidade do Rio de Janeiro

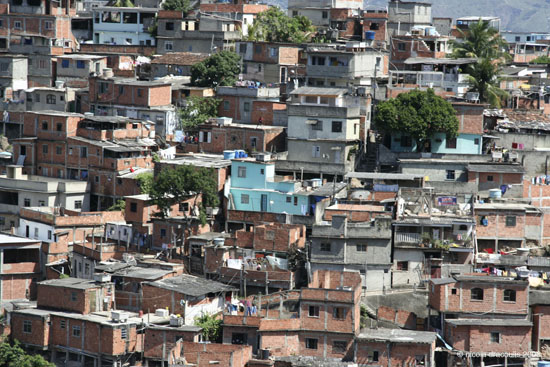
Complexo do Alemão, um conjunto de mais de treze favelas que, somadas, têm uma população maior que 65 mil habitantes.

As favelas na cidade do Rio de Janeiro começaram a ter início no final do século XIX, quando várias transformações sócioeconômicas pelas quais o Brasil passava e transformações locais começaram a inchar a área central da cidade, formando os primeiros cortiços. Acredita-se que a primeira favela carioca tenha surgido em 1897 no antigo Morro de Santo Antônio, no entanto a favela mais antiga do país situa-se no Morro da Providência, onde alguns soldados provenientes da Guerra de Canudos começaram a morar.
Segundo dados oficiais do Censo de 2010, coletados pelo Instituto Brasileiro de Geografia e Estatística (IBGE), existem 763 favelas na cidade. Cerca de dois nonos ou 22% da população da cidade do Rio de Janeiro mora em favelas, sendo a capital fluminense o município com o maior número de moradores favelados do Brasil, 1.393.314 habitantes. Em sua região metropolitana, 1.702.073 de pessoas moram em "assentamentos subnormais", a definição do governo para classificar as favelas, o que corresponde a 14,4% da população da metrópole.
As favelas cariocas apresentam aspectos que as diferenciam das do restante do Brasil, com as de São Paulo. No Rio de Janeiro, esse tipo de assentamento urbano é mais populoso, predominando favelas com mais de mil domicílios, além do surgimento dos chamados "complexos de favelas", que são aglomerados de vários assentamentos subnormais próximos que acabaram por se conurbar, um fenômeno mais raro no restante do país. Outra característica das favelas cariocas é a sua proximidade de áreas nobres e centrais, o que cria um forte contraste social.

## História

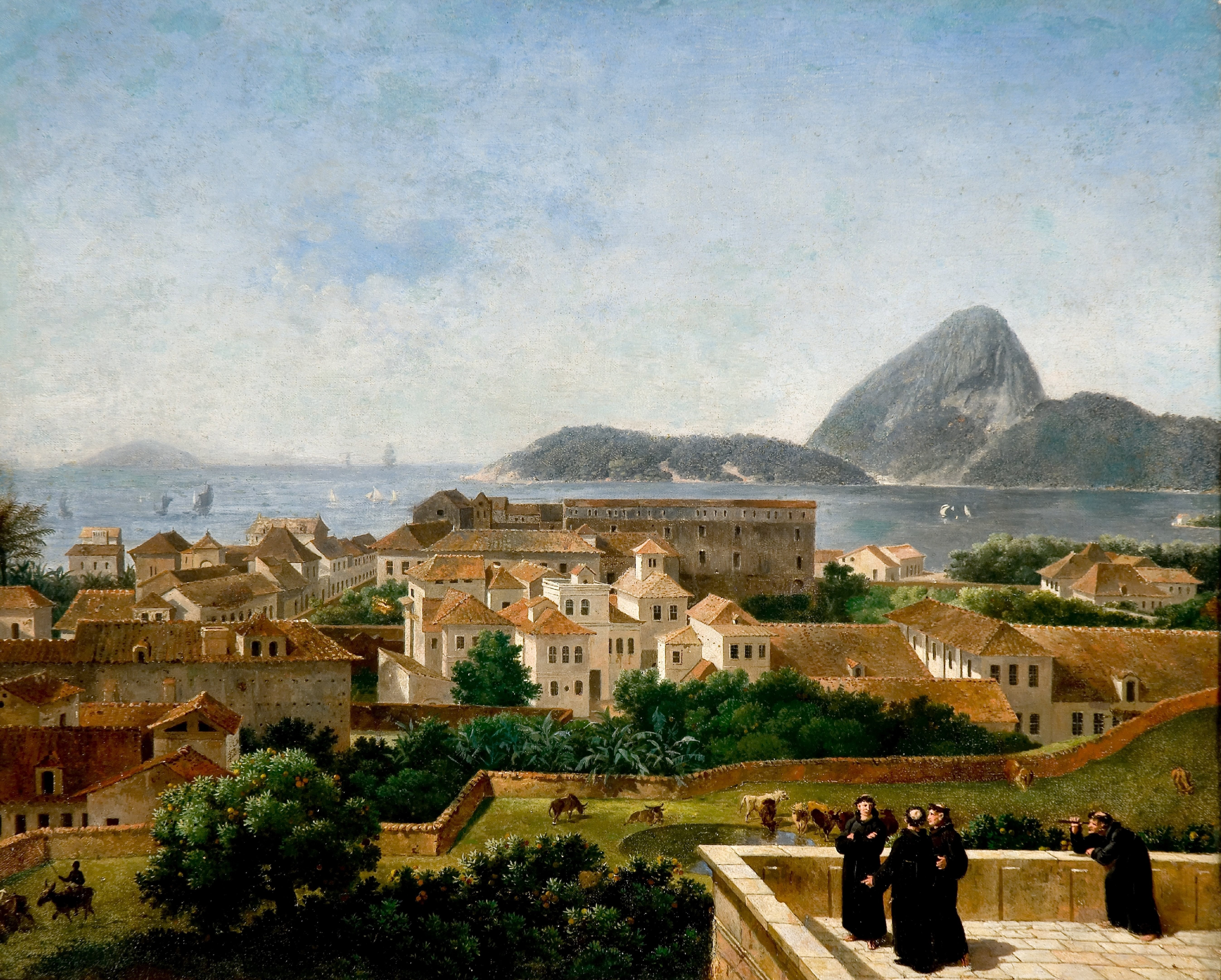
Vista do alto do Morro de Santo Antônio, por Nicolas-Antoine Taunay (c. 1816). Acredita-se que nesse morro, em 1897, tenha surgido a primeira favela do país.

Em meados do século XIX, transformações sociais desencadeadas por fenômenos como a decadência da produção cafeeira no Vale do Paraíba, a abolição da escravidão e o início do desenvolvimento do processo industrial no país, trouxeram muitos ex-escravos e europeus, especialmente portugueses, para a então capital do Brasil. O grande crescimento demográfico da cidade inchou sua área central, que tradicionalmente concentrava vários cortiços. O então prefeito da cidade, Cândido Barata Ribeiro, iniciou a perseguição a esse tipo de moradia, o que culminou, em 1893,  na demolição do cortiço "Cabeça de Porco". Todo o processo de despejo desalojou cerca de 2 mil pessoas e um grupo de ex-moradores do cortiço conseguiu permissão para construir suas casas no Morro da Providência. Outro grupo de soldados que lutaram contra a Revolta da Armada recebeu permissão para construir moradias sobre o Morro de Santo Antônio, dando início aos primeiros aglomerados que mais tarde seriam chamados de "favelas".
Em 1897, cerca de 20 mil soldados que haviam retornado ao Rio de Janeiro após a Guerra de Canudos, na província oriental da Bahia, começaram a morar no já habitado Morro da Providência. Durante o conflito, a tropa governista havia se alojado na região próxima a um morro chamado "Favela", o nome de uma planta resistente da família Euphorbiaceae, que causava irritação quando entrava em contato com a pele humana e que era comum na região. A planta era da espécie Cnidoscolus quercifolius, chamada de árvore "faveleira". Por ter abrigado pessoas que haviam lutado naquele conflito, o Morro da Providência recebeu o apelido de "Morro da Favela". O nome tornou-se popular e, a partir da década de 1920, os morros cobertos por barracos e casebres passaram a ser chamados de favelas.
No início do século XX, essas construções irregulares recém-formadas, assim como os antigos cortiços, eram vistas pela maior parte da população carioca como o lar da criminalidade e de doenças. No entanto, como a capital da República do Brasil, que tinha sido recentemente proclamada, o Rio de Janeiro precisava passar por reformas para se tornar uma cidade mais europeia e moderna para os padrões da época. Foi então que o prefeito Francisco Pereira Passos passou a realizar amplas reformulações urbanas no centro da cidade, o que incluía a ampliação e a abertura de novas vias, como a Avenida Central. Durante as reformas, vários cortiços foram demolidos e seus moradores obrigados a procurar outras formas de viver no cada vez mais valorizado centro, entre as quais estavam ocupar os morros próximos, o que forçou uma forte expansão das favelas no período. No entanto, os moradores desses assentamentos só passariam a ser reconhecidos pela sociedade e pelo poder público a partir dos anos 1920.

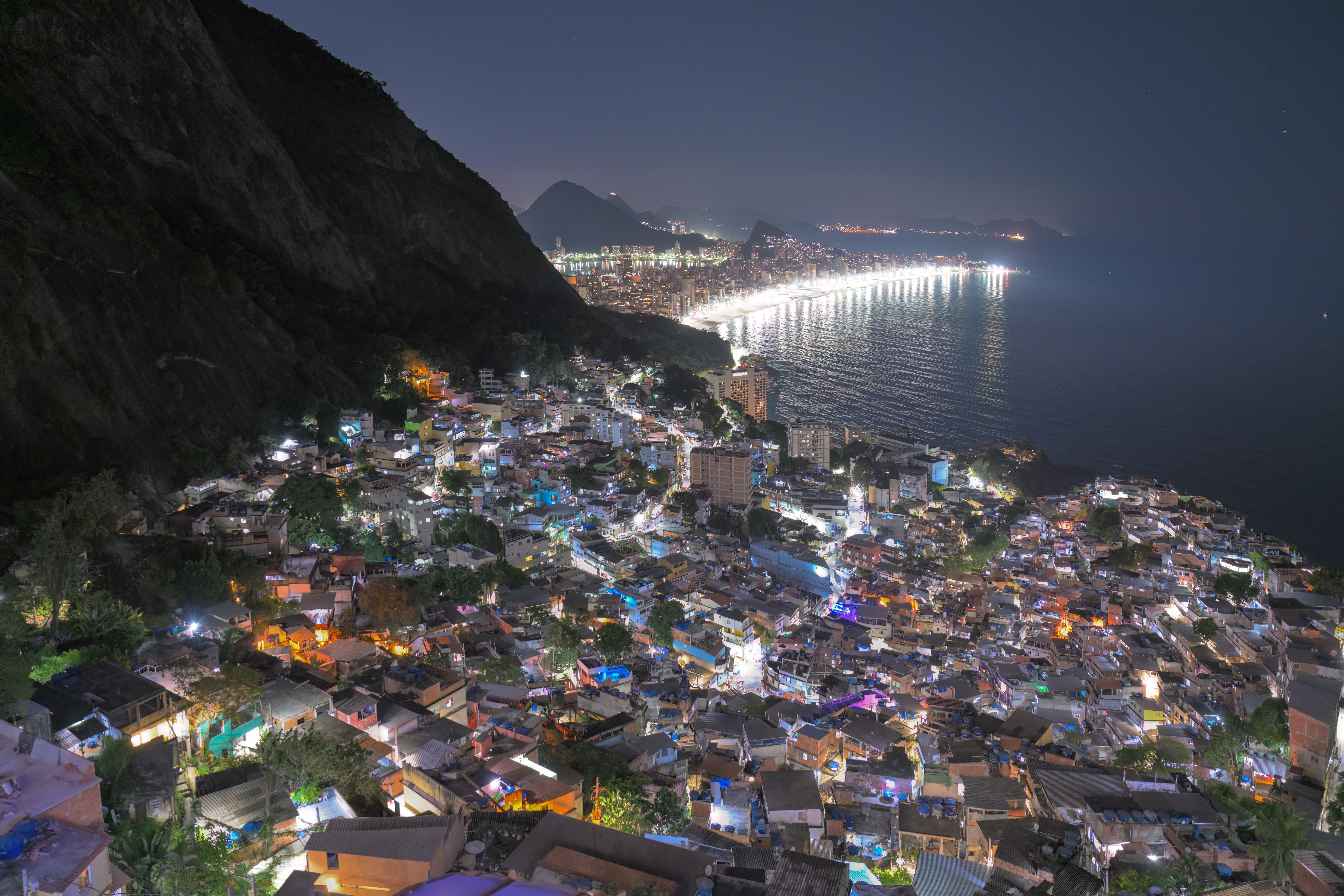
Vista da favela do Vidigal à noite.

Desde então, começando na era do Estado Novo, sob o governo de Getúlio Vargas, passando pelo governo de Carlos Lacerda na Guanabara, até o Regime Militar nos anos 1960, vários programas de remoção e eliminação de favelas despejaram e desalojaram milhares de pessoas e destruíram vários barracos, sem obter qualquer sucesso na resolução do problema. Estima-se que no período compreendido entre os anos de 1962 e 1974, 80 favelas foram envolvidas nesses programas, resultando em 26.193 barracos destruídos e 139.218 habitantes removidos. No período da ditadura militar, alguns líderes das comunidades de favelas chegaram a ser torturados e mortos.
No final dos anos 1970 e início dos anos 1980, o inchaço populacional, a ausência do Estado e a consequente falta de políticas públicas, tornaram as favelas os principais centros do narcotráfico no Rio de Janeiro, o que tornou essas áreas ainda mais violentas. Foi apenas na década de 1990, quando esses assentamentos já estavam consolidados e as suas populações já eram enormes, que o governo municipal passou a buscar maneiras de urbanizar as favelas da cidade, ao invés de simplesmente derrubá-las. Nesse período, programas como o Favela-Bairro começaram a trazer algum tipo de infraestrutura à essas áreas, como água encanada, saneamento básico, coleta de lixo, iluminação pública, etc. Em 2008, a Secretaria de Segurança Pública do Estado do Rio de Janeiro passou a implantar o projeto da Unidade de Polícia Pacificadora (UPP), que consiste em implantar unidades policiais comunitárias em favelas dominadas pelo tráfico de drogas, retomando o controle do território para o Estado. Atualmente, o projeto beneficia cerca de 540,5 mil pessoas na cidade por meio de 36 UPPs. Entretanto, denúncias de abuso de autoridade têm sido feitas contra alguns policiais militares que atuam nessas unidades.

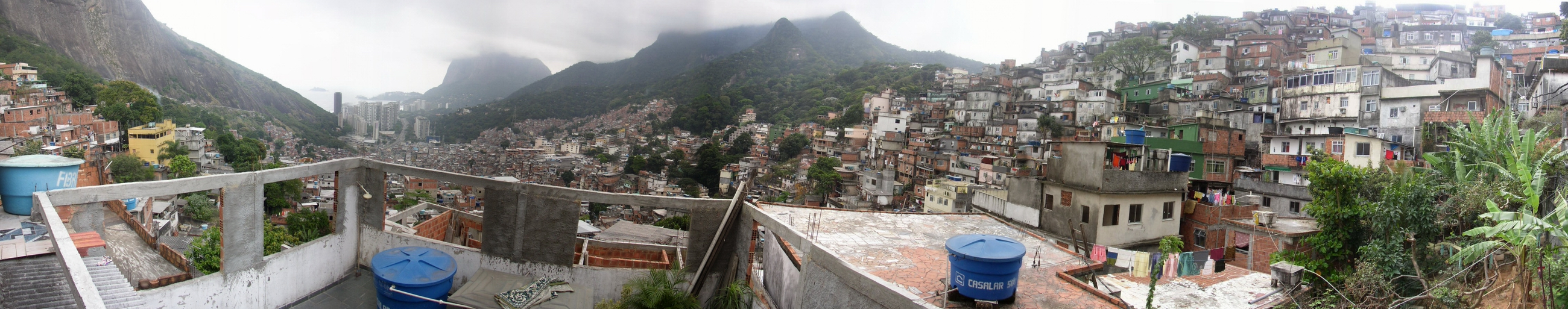
Favela da Rocinha, no Rio de Janeiro, a maior do Brasil, com 69.161 habitantes.